# Сюгюлдьор-Арита
Сюгюлдьо́р-Арита́ (рос. Сюгюлдёр-Арыта) — невеликий острів в Оленьоцькій затоці моря Лаптєвих. Територіально відноситься до Якутії, Росія.
Розташований в центрі затоки, в дельті річки Оленьок. Знаходиться між протоками Болдьор-Тьобюлеге на заході, Кубалах-Уеся — на південному заході та Хобуох-Тьобюлеге на південному сході. На півночі та сході вузькими протоками відокремлюється від сусідніх островів Ольоте-Арита, Ілін-Голуб-Тьорюр-Арита та Окуоллах-Арита. Острів має видовжену форму, простягається з північного заходу на південний схід і південь. Вкритий болотами, має багато невеликих озер, на півдні — піски. На півночі оточений мілинами.
| Росія | Це незавершена стаття з географії Росії. Ви можете допомогти проєкту, виправивши або дописавши її. |